# Шостка
Шостка (на украински: Шостка) е град в Сумска област, Украйна.
Населението му е 85 800 жители (2004). Намира се в часова зона UTC+2.
Основан е през 1739 г., а получава статут на град през 1924 г.
1. ↑  Постанова Верховної Ради України //   Върховна Рада, 21 октомври 2010 г. (на украински)